# Discectomia
Una discectomia és l'eliminació quirúrgica de material anormal del disc que pressiona sobre una arrel nerviosa o la medul·la espinal. El procediment consisteix a eliminar una porció d'un disc intervertebral, que provoca dolor, debilitat o entumiment en afectar la medul·la espinal o els nervis.
Hi ha diferents tècniques des de la discectomia tradicional i la microdiscectomia (discectomies "obertes"), en que les dues poden ocasionar la síndrome postlaminectomia (degut a la necessitat de practicar una laminectomia per poder accedir al disc), fins a la discectomia endoscòpica.

## Discectomia tradicional
La discectomia oberta tradicional, o la tècnica de Love, va ser publicada per Ross and Love el 1971.

## Microdiscectomia
La microdiscectomia és una operació oberta (tallant, però amb una incisió molt més petita que la tradicional) de la columna vertebral en què una porció d'un nucli polpós herniat s'elimina mitjançant un instrument quirúrgic, mentre s'utilitza un microscopi operatiu extern per il·luminar i augmentar. Ha anat desplaçant a la discectomia tradicional.

## Discectomia endoscòpica
La discectomia endoscòpica no té tall intern (tan sols una incisió de 2mm o més gran, fins a 12 mm) ni extirpació òssia (la laminectomia) i, a causa de les seves petites dimensions, no es diu "oberta".